# Chirosia albifrons
Chirosia albifrons är en tvåvingeart som beskrevs av Tiensuu 1938. Chirosia albifrons ingår i släktet Chirosia och familjen blomsterflugor. Inga underarter finns listade i Catalogue of Life.